# Сірко Боженна Беатріс
Боженна Сірко, або Беатріс Індра, до шлюбу Совтек (англ. Beatrice Bozena Sirko, нар. 1909 — пом. 1988) — українська та чеська письменниця, громадська діячка. Псевдоніми — Б. Сібо, Іванна Сірко. Член Об'єднання українських письменників «Слово».

## З біографії
Народилась 15 грудня 1909 року у містечку Suché Vrbné, тепер околиця міста Чеські Будейовиці, Чехія. Одружилася з лікарем Олександром (Іваном) Сірком, переїхала з ним на Закарпаття. У роки Другої світової війни перебувала у Словаччині й Чехії, працювала в лікарні та бюрах Міжнародної Організації Втікачів (ІРО). У 1948 році прибула до Австралії.
У 1950 році — переїхала до Нової Гвінеї, де була медсестрою. На тему життя тубільців під псевдом Б. Сібо видала збірку оповідань «Літяючі самоцвіти» та роман «Голос крови». У 1967 р. повернулася до Мельбурна, де очолювала Пластприят, належала до Літературного-мистецького клюбу ім. В. Симоненка і до Об'єднання українських письменників «Слово». Друкувалася в альманасі «Новий обрій», чеському журналі «Глас дома» (Рим). Померла 8 серпня 1988 р. у Мельбурні.

## Творчість
Писала чеською та українською мовами.
Окремі публікації
- Сібо Б. Літаючі самоцвіти [Архівовано 30 жовтня 2016 у Wayback Machine.]. — Мельбурн: Видавництво «Ластівка», 1957. — 63 с.
- Сібо Б. Оповідання // Рідні голоси з далекого континенту: Твори сучасних українських письменників Австралії / Упоряд. та передм. А. Г. Михайленка. — К.: Веселка, 1993. — С. 59-89.
- Сірко І. Голос крові [Архівовано 4 березня 2016 у Wayback Machine.]. Мельбурн-Аделаїда: Ластівка, 1961